# Faverolles, Indre
Faverolles är en kommun i departementet Indre i regionen Centre-Val de Loire i de centrala delarna av Frankrike. Kommunen ligger i kantonen Valençay som tillhör arrondissementet Châteauroux. År 2018 hade Faverolles 302 invånare.

## Befolkningsutveckling
Antalet invånare i kommunen Faverolles
Referens:INSEE